# 石毛博行
石毛 博行（いしげ ひろゆき、1950年〈昭和25年〉12月8日 - ）は、日本の団体役員、元通産・経産官僚、元外交官。

## 来歴
千葉県銚子市出身。
千葉県立佐原高等学校を経て東京大学経済学部卒業。
1974年、通商産業省入省。同期に仁坂吉伸（和歌山県知事）、市川祐三など。
1989年5月より在ジュネーブ国際機関日本政府代表部一等書記官、1991年に同代表部参事官。
2003年7月、資源エネルギー庁次長。経済産業省製造産業局長。
2006年7月、中小企業庁長官。
2007年7月、通商政策局長。
2008年8月、経済産業審議官。
2010年7月、退官。同年10月より損害保険ジャパン顧問。
2011年10月、日本貿易振興機構理事長(第12代、2019年3月まで)。
2019年5月、2025年日本国際博覧会協会事務総長。
2021年11月、瑞宝重光章。
2024年1月、2025年日本国際博覧会協会入場券販売推進本部長。